# Elise Karlsson
Elise Karlsson, född 29 augusti 1981, är en svensk författare och litteraturkritiker och var en av grundarna av den numera nedlagda litteraturtidskriften O-. 
Karlsson skriver litteraturkritik främst i Svenska Dagbladet.
År 2015 tilldelades hon Samfundet De Nios Julpris och 2019  De Nios Vinterpris.

### Skönlitteratur
- Fly: roman. Stockholm: Modernista. 2007. Libris 10278780. ISBN 9789185453603
- Lonely Planet. Stockholm: Modernista. 2008. Libris 10659414. ISBN 9789186021016
- Du kommer att komma tillbaka. Brevnoveller, 2000-4443 ; 3. Stockholm: Tidskriften Brevnoveller. 2010. Libris 12202581
- Linjen: roman. Stockholm: Natur & Kultur. 2015. Libris 17065294. ISBN 978-91-27-14137-7
- Klass: roman. Stockholm: Natur & Kultur. 2017. Libris 19769768. ISBN 978-91-27-15024-9
- Gränsen: roman. Stockholm: Natur & Kultur. 2018. Libris 22547504. ISBN 978-91-2-715602-9
- Smuts: roman. Stockholm: Natur & Kultur. 2021. Libris m0hr7n06k01c4rh8. ISBN 9789127173743
- Det finns liv här: Rinkebysviten I. Natur & Kultur. 2023. Libris 8q2l6c726tbjsjdc. ISBN 9789127181410
- Sår som aldrig läks: Rinkebysviten 2. Natur & Kultur. 2024. Libris sb1chbf0q1xg2vq2. ISBN 9789127187122

### Varia
- Unga böcker för alla åldrar. Lund: BTJ förlag. 2013. Libris 14676675. ISBN 9789170187568
- En god bok : antirasistiska boktips. Lund: BTJ förlag. 2014. Libris 16882814. ISBN 9789170187766